# Докуз-хатун

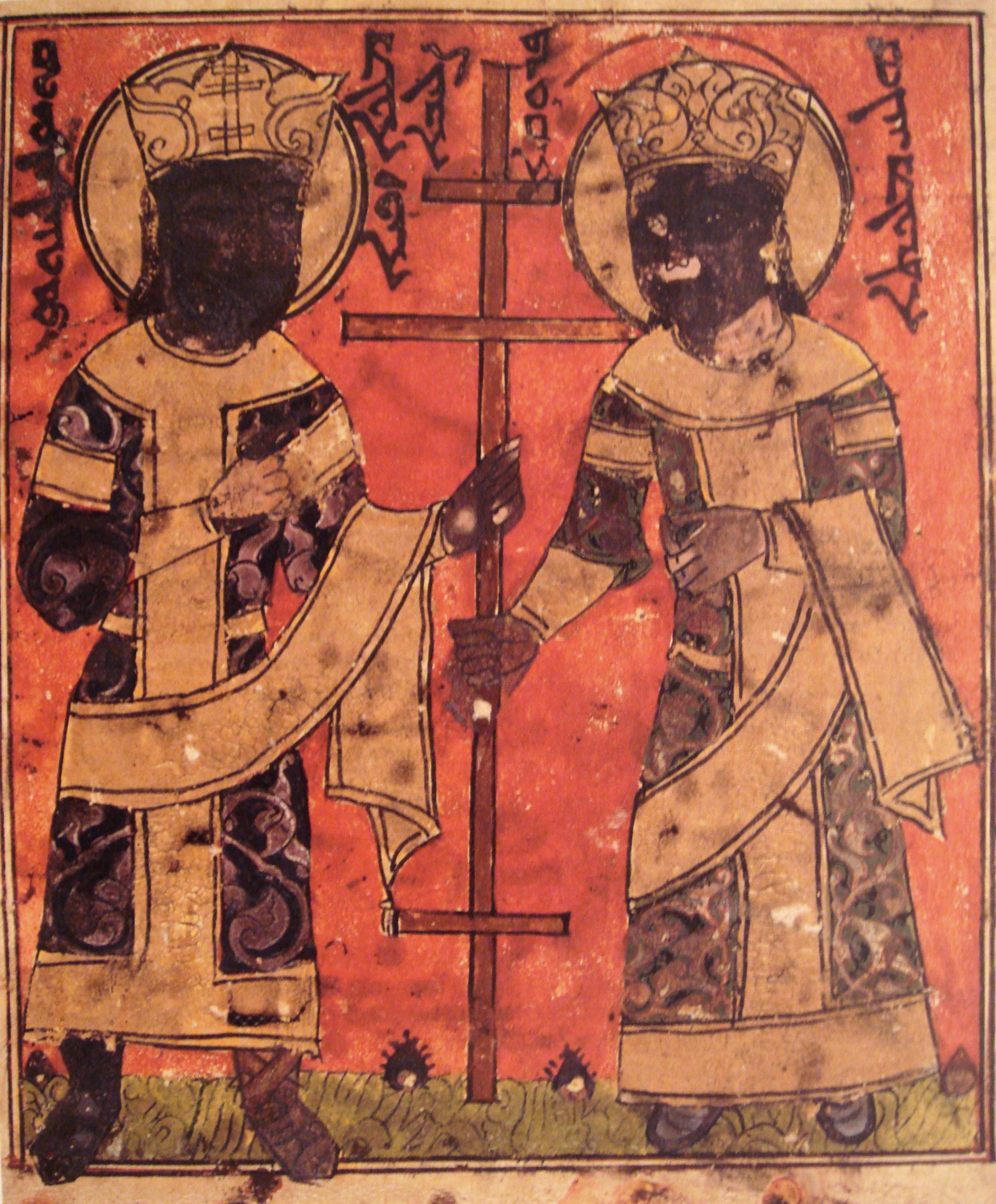
Хулагу и Докуз в образе новых Константина и Елены. Фрагмент из сирийской библии XIII века.

Докуз-хатун (ум. 17 июня 1265) — жена монгольского хана Хулагу.
Происходила из кереитов и являлась внучкой Ван-хана. Исповедовала христианство несторианского толка. В Монгольской империи покровительствовала христианам. Докуз-хатун любила, чтобы храмы возводились везде, где они с мужем отдыхали после долгих переходов. Ей приписывается основание Гандзасарского монастыря в Нагорном Карабахе. Когда Хулагу разграбил Багдад в 1258 году, Докуз-хатун ходатайствовала, чтобы сохранить жизни всех христиан. Хан даже подарил несторианскому патриарху дворец халифа для устройства резиденции.
Детей у Хулагу и Докуз не было.